# Sudwalde

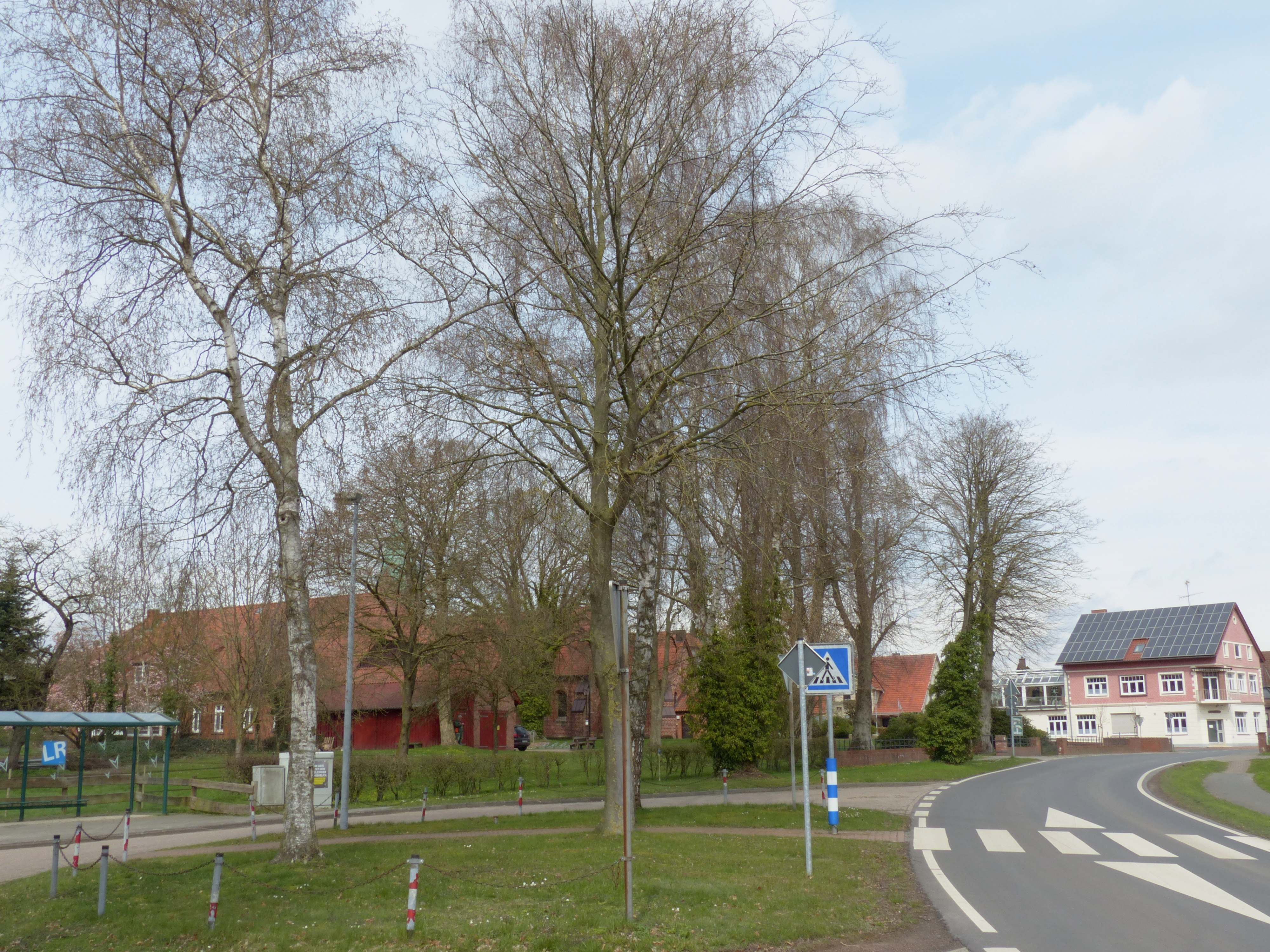
Sudwalde von Südosten

Sudwalde (plattdeutsch Suwohle) ist eine Gemeinde im Landkreis Diepholz in Niedersachsen. Sie gehört zur Samtgemeinde Schwaförden.

## Geographie
Sudwalde liegt am Südostrand des Naturparks Wildeshauser Geest, ungefähr in der Mitte zwischen Bremen und Minden. Die Gemeinde, die sich im Quellgebiet der Hache befindet, gehört der Samtgemeinde Schwaförden an, die ihren Verwaltungssitz in der Gemeinde Schwaförden hat.

## Geschichte
Am 1. März 1974 wurden die bisher selbständigen Gemeinden Bensen und Menninghausen eingegliedert.

## Politik

### Gemeinderat
Der Gemeinderat aus Sudwalde setzt sich aus elf Ratsmitgliedern zusammen.
- SPD zwei Sitze
- WGS neun Sitze

(Stand: Kommunalwahl am 12. September 2021)

### Wappen
Das Wappen der Gemeinde Sudwalde ist in den Farben Grün und Silber gehalten. Es zeigt im oberen Schildteil ein grünes Eichenblatt mit drei grünen Eicheln als Zeichen für das Holzgericht Sudwalde-Klageholz. Im unteren Teil ist das geständerte Wappen der Grafschaft (Alt-)Bruchhausen, ein verschobenes Kreuz, dargestellt.

## Kultur, Sehenswürdigkeiten und Infrastruktur

### Bauwerke
In der Liste der Baudenkmale in Sudwalde sind elf Baudenkmale aufgeführt, darunter:
- Evangelische Kirche zu Sudwalde, frühgotische Saalkirche in ihren ältesten Teilen aus dem 13. Jahrhundert
- Windmühle Sudwalde von um 1881, Mühlenstumpf heute Wohnhaus
- Heuerlinghaus Sudwalde von 1766, 1905 von der Familie Stubbemann als Pächterhaus gekauft. 1990 erwarb es die Gemeinde und nutzt es seit 2001 als Dorfgemeinschaftshaus mit Vereinsräumen und Gästezimmer.[5][6]

### Naturschutzgebiete
In Sudwalde befindet sich das drittälteste Naturschutzgebiet in Niedersachsen, der Pastorendiek (1926).

### Bildung
- Kindergarten und Grundschule Sudwalde

### Vereine
- Freiwillige Feuerwehr Sudwalde von 1902
- Jugendfeuerwehr Sudwalde von 1973
- Schützenverein Sudwalde-Menninghausen von 1892
- Schützenverein Bensen-Eitzen von 1908
- SC AS Hachetal, von 1994
- TUS Sudwalde von 1921
- Heimatverein Sudwalde von 1999
- SC Paderborn Fanclub
- Völkerball Damen Sudwalde
- Maibaumpflanzer Sudwalde
- Ernteverein  Sudwalde

## Persönlichkeiten
- Johann Rabe (1887–1937), Landwirt und Politiker